# 고려의 건축물

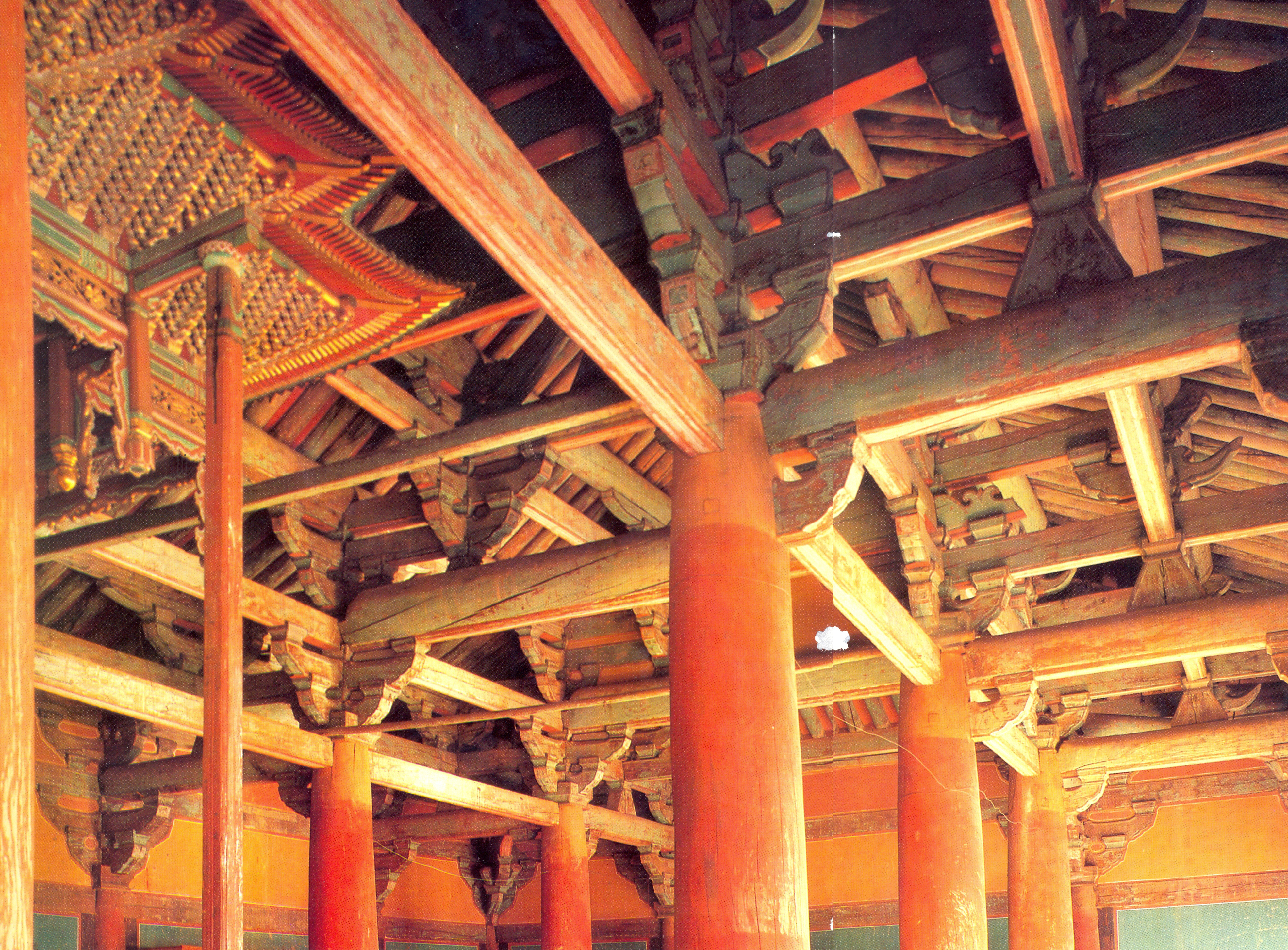
영주 부석사 무량수전의 내부

고려의 건축물은 고려 시기 목재를 이용해 지어진 목조 건축물이었다. 고려는 이웃한 여러 세력과 전쟁이 잦아 중요한 건축물들이 불탔고 이후 이어진 조선 시기에 이르면 대부분의 건축물이 소실되어 오늘날 남아 있는 것은 손에 꼽힌다. 현재 남아있는 고려 시기의 건축물 대부분은 불교 사찰이어서 그 외의 건축물에 대해서는 남아 있는 터를 참고하여 추정할 뿐이다.

## 배경
한국을 비롯한 동아시아의 전통 건축물은 굵은 기둥을 단단히 세우고 그 위로 초가나 기와 지붕을 얻는 중목 구조의 목조 건축물이다. 한국 특유의 건축 양식은 이미 삼국시대부터 이어져 왔으나 남아있는 것이 거의 없어 온전한 모습을 추측하기는 어렵다. 삼국시대의 고구려, 백제, 신라는 각자 독자적인 건축 양식을 발전시켜 백제의 경우 다양한 건축 유물들이 출토되고 있고 경주의 동궁과 월지는 신라 시기 건축 배치를 엿보게 한다. 이러한 건축 전통은 신라를 거쳐 고려에도 전해져 고려의 건축은 대개 신라 건축의 전통 위에서 송나라, 원나라 등의 영향을 받으며 발전하였다.
동아시아 중목 구조 목조 건축은 흙을 다져 만든 기단 위에 주춧돌을 세우고 그 위로 목조 구조물을 짜 넣는 것을 특징으로 한다. 고려의 건축 역시 이러한 전통 위에서 다양한 기술적, 양식적 발달을 보인다. 한편 고려 후기에 이르러 방바닥 전체에 온돌을 설치하는 양식이 도입되었다.

## 특징
고려의 건축은 신라 하대 건축의 양식을 계승하며 당나라의 영향을 받아 독특한 양식을 발전시킨 초기 건축과 이를 독자적인 양식으로 정립한 중기 건축, 원나라의 간섭을 받으며 그들의 영향을 받은 후기 건축으로 구분할 수 있다.

### 기반 다지기와 건물의 배치

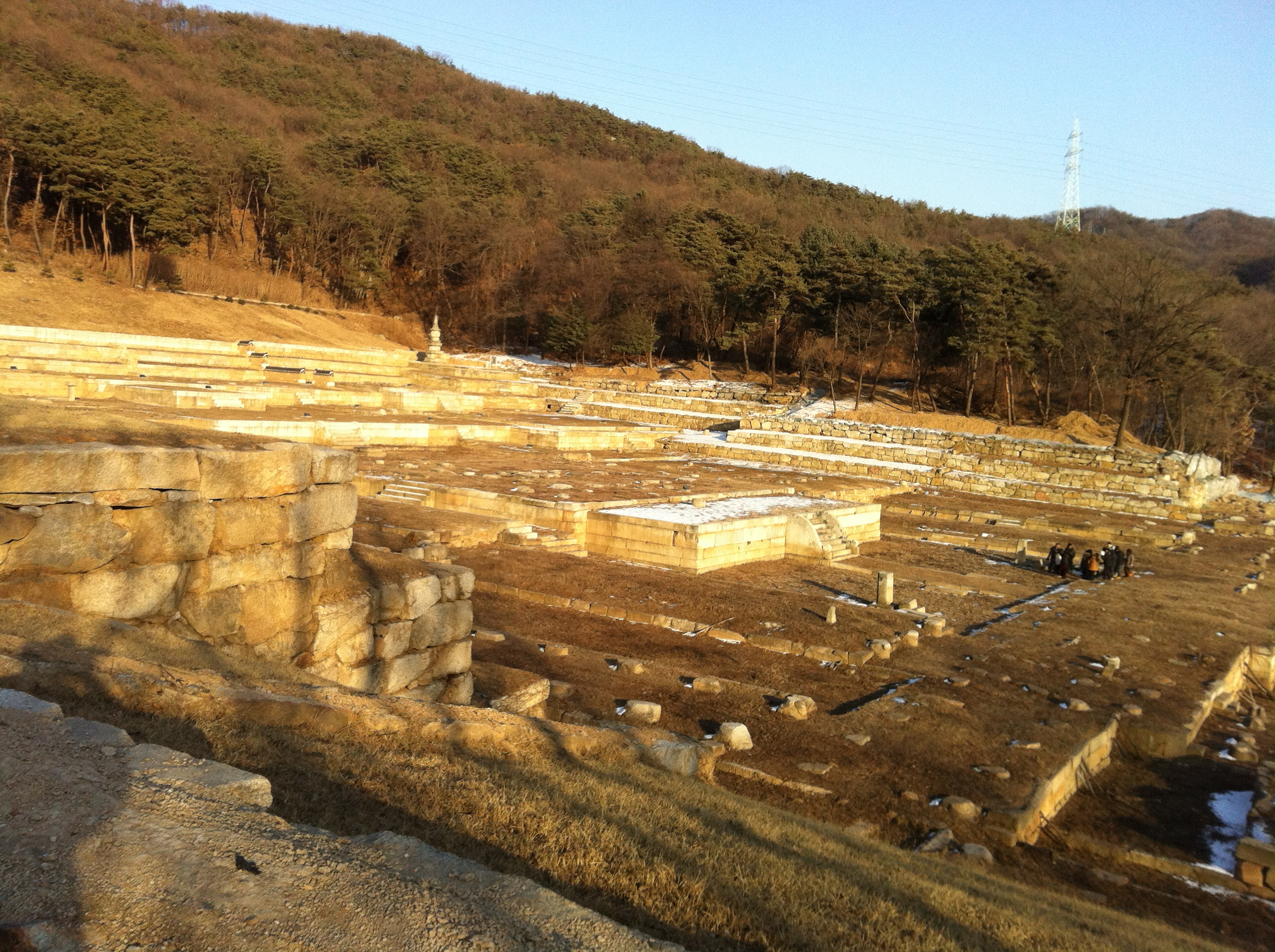
양주 회암사지의 모습. 건물의 기반과 배치를 확인할 수 있다.

한국의 전통적 건물들은 비교적 연약한 토양 위에 세워졌기 때문에 건물이 오래 유지되려면 건축할 때부터 별도의 보강 공사가 필요했고 목조의 적절한 구성으로 하중을 분산시킬 필요가 있었다. 연약지반 위에 세워진 목조 건물이라는 특징 때문에 특별한 경우가 아니라면 복층의 누각을 세우는 경우는 드물었다.
건물을 올리는 것은 기반을 다지는 일에서 시작되었다. 여러 채의 집들을 세워야 하는 사찰이나 궁궐의 경우 미리 배치를 고려하여 기반을 다졌다. 고려 시대 큰 사찰이 있었던 양주 회암사지의 유적은 건물과 회랑, 그리고 탑과 같은 부속 시설의 배치를 잘 보여준다. 고려 왕궁인 개성의 만월대는 건국 당시 유행하던 도선 등의 도참설에 따른 풍수지리의 영향을 받아 산비탈에 세워져 높이가 서로 다른 여러 기단 위에 건물이 올라선 특징을 보인다. 고려의 사찰과 행궁 터와 같은 여러 건물들에서도 이렇게 비탈진 대지를 이용한 건축 특징이 확인되고 있다.
지정(地定) 또는 "터다지기"로 불린 기반 공사는 여러 사람들이 동원되어 무거운 나무메 등으로 땅을 다졌고 진흙과 같이 땅이 너무 무른 경우엔 필요한 곳의 땅을 파내고 자갈과 모레로 보강하기도 하였다. 서울 종로구에서 발견된 고려 시기 건물터에서는 건물이 올라서 기반을 주변보다 높게 올려 다지고 옆으로 기단과 기초석을 둘러 보강한 형태가 확인되었다.
다져진 기반에는 기둥이 올라설 주춧돌이 놓였다. 주추는 일정 간격으로 벌려 세웠는데 그 위에 올라갈 기둥과 기둥 사이를 한 칸으로 불렀다. 예를 들어 초가삼간은 기둥과 기둥 사이가 셋인 초가집을 말하고 따라서 기둥이 들어설 주추는 모두 6개가 필요하다. 한 칸의 크기는 일정하지 않아 지어진 집마다 다르지만 대략 240 cm 쯤 된다.

### 지붕과 기둥 - 하중의 분산

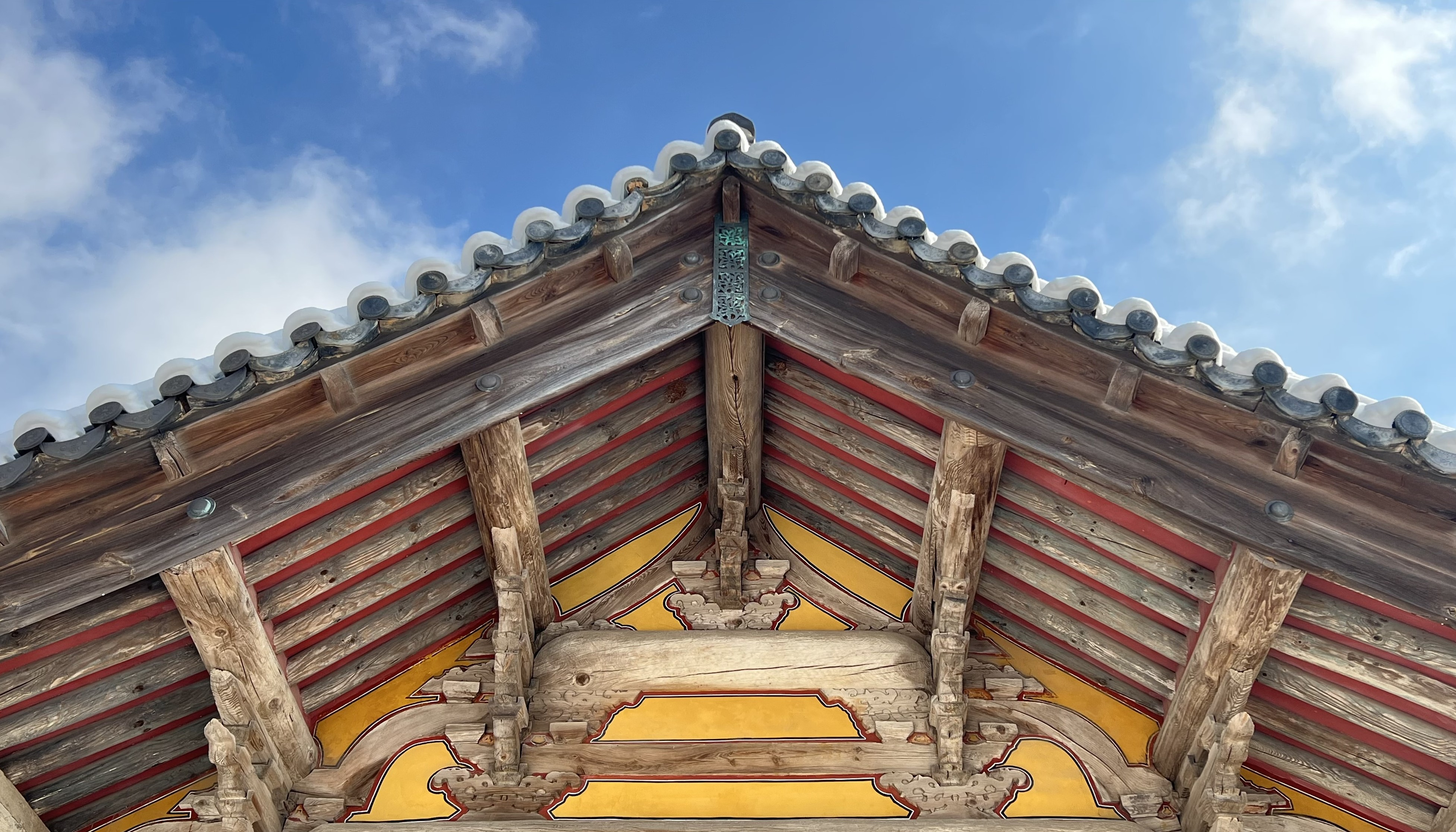
예산 수덕사 대웅전의 지붕 옆면. 지붕을 받치는 보와 기둥이 건물 외벽에 드러나 있다.

고려 시대의 기왓집은 이후 시기인 조선의 것과 같이 서까래 위로 흙다짐을 하고 기와를 얹는 방식이어서 지붕의 무게가 매우 무거웠다. 무거운 지붕의 무게를 효율적으로 기둥에 분산 전달하기 위해 공포를 짜 넣는데, 기둥 위로만 공포가 있는 것을 주심포 양식이라고 하고, 기둥과 기둥 사이에도 공포가 있는 것을 다심포 양식이라고 한다. 고려는 남송의 새로운 주심포 양식을 받아들여 독자적인 양식으로 발전시켰고 후기에 들어 다심포 양식의 건축물들도 세우게 되었다.
안동 봉정사 극락전은 한국에서 오늘날까지 남아있는 가장 오래된 목조 건물로 1363년 지붕을 수리했다는 기록이 남아있다. 기와 지붕은 집을 짓고 대략 150년 정도가 지나 보수하므로 봉정사 극락전의 건립 연대는 13세기 초라고 생각할 수 있다. 봉정사 극락전에는 이후 세워진 건물들 보다 촘촘하게 기둥이 세워져 있는데 이는 남송과 같은 중국 남부 건축의 영향으로 보인다.
영주 부석사 무량수전은 가운데가 볼록하고 양 끝이 좁아드는 배플림 기법을 사용한 기둥이 넓은 간격을 두고 세워져 있다. 봉정사 극락전과 같이 기둥을 촘촘히 배치한 것을 천두식 건축이라고 하고 부석사 무량수전과 같이 기둥 간격을 넓게 하고 그 사이에 대들보를 놓아 하중을 분산시킨 것을 대량식이라고 한다. 고려 초기에는 천두식 건물이 많았을 것이나 현존하는 것으로는 봉정사 극락전이 유일하다. 고려 중기 이후로는 보다 공간을 넓게 사용할 수 있는 대량식 건축이 주로 이루어졌다. 예산 수덕사 대웅전은 맞배지붕 형태를 보이면서 옆 벽면으로 기둥과 대들보가 드러난 형태를 보이고 있다.
부석사 무량수전은 현존하는 가장 오래된 팔작지붕 건물이다. 팔작지붕은 지붕의 구조가 복잡하고 더 무겁기 때문에 무량수전의 경우 기둥을 수직이 아니라 약간 안쪽으로 기울어지게끔 설치하여 안정감을 더했다.

### 방과 마루 - 공간의 구성
주춧돌과 기둥, 공포가 수직으로 주어지는 지붕의 하중을 분산하여 형태를 결정한다면 측면에서 받는 힘을 견디고 구조를 안정하기 위해 기둥의 위 아래를 잇는 목재를 짜넣는다. 기둥의 위를 연결하는 것은 창방으로 그 위에 다시 평방이 놓여 지붕과 연결되는 공포를 떠받든다. 기둥의 아랫쪽에는 하방이 기둥과 기둥 사이를 연결한다. 이렇게 연결된 기둥은 창방과 하방 사이에 문설주를 달고 문을 내거나 벽을 발라 방을 만들고 창문을 내기도 한다.
고려 시대의 중기까지도 방 전체를 온돌로 난방하는 경우는 거의 없었다. 온돌방은 고려 후기에 들어서야 도입되기 시작하였다. 그 이전까지 고려인들의 기본적인 생활 공간은 마루였고 의자와 탁상을 사용하는 입식 문화였고 겨울철의 난방은 높은 신분의 경우 화로와 같은 난방기구를 사용하였고 서민들의 경우 쪽구들과 같이 부분적인 온돌 난방을 사용하였다. 고려 후기에 들어 방 전체에 온돌을 깔아 난방을 하는 방법이 일반화 되면서 한국인들의 생활 양식은 의자에 앉는 입식 생활에서 점차 바닥에 앉는 좌식 생활로 변화하였다.

### 마당과 정원
한국의 전통적 건축물 배치는 마당을 중심으로 이루어져 왔으며 이는 고려 시대 건축에서도 마찬가지였다. 마당은 각종 노동을 하는 공간이자 결혼과 장례와 같은 인생의 중요한 통과의례가 펼쳐지는 장소이기도 하였다.
궁궐과 신분 높은 귀족의 집에는 인공 연못을 만들고 기암괴석을 놓아 정원을 꾸몄다. 이러한 정원 마련은 중국의 영향을 받았 발전하였으나 한국의 정원은 인위적인 것을 부각하기 보다 주변의 자연과 어우러지게 조경하는 것이 특징이다. 《고려사》에는 관란정, 태평정 등의 정자를 세웠다는 기록이 보인다.

## 현존하는 건축물
다음은 오늘날까지 남아있는 고려 시기 건출물이다.
- 영주 부석사 무량수전
- 영주 부석사 조사당
- 안동 봉정사 극락전
- 예산 수덕사 대웅전
- 곡성 관음사 원통전
- 황주 심원사 보광전
- 황주 석왕사 응진전
- 강릉 객사문

## 참고 문헌
- 이 문서에는 다음커뮤니케이션(현 카카오)에서 GFDL 또는 CC-SA 라이선스로 배포한 글로벌 세계대백과사전의 "고려의 건축" 항목을 기초로 작성된 글이 포함되어 있습니다.